# Filammone
Filammone (in greco antico: Φιλάμμων?, Filàmmōn) è un personaggio della mitologia greca, figlio di Apollo e di Chione. In un'altra versione è figlio di Apollo e di Leuconoe, o ancora figlio di Efesto. Secondo Pausania il padre fu Apollo e la madre fu Crisotemi figlia di Carmanore.

## Mitologia
Chione, figlia di Dedalione, giunta in età da marito destò l'interesse di due dei, Apollo e Ermes, che tramite l'inganno si unirono a lei nella stessa notte. Da Ermes ebbe Autolico, e da Apollo Filammone, "bravissimo nel canto e nella cetra". Indovino, Filammone fu amato dalla ninfa Argiope, dalla quale ebbe un figlio, Tamiri, che divenne un cantore. Pausania riferisce che "Argiope abitò per un certo tempo sul Parnaso, ma quando rimase incinta, si recò presso gli Odrisi, perché Filammone non voleva condurla nella sua casa."
A Filammone si attribuiscono sia l'istituzione dei misteri di Demetra a Lerna sia le frasi in prosa e poesia che accompagnavano il rito. Si diceva poi avesse inventato i cori femminili. Morì combattendo contro i Flegei, a fianco dei Delfii.